# Енікс (Альмерія)
Енікс (ісп. Enix) — муніципалітет в Іспанії, у складі автономної спільноти Андалусія, у провінції Альмерія. Населення — 588 осіб (2023).
Муніципалітет розташований на відстані близько 410 км на південь від Мадрида, 12 км на захід від Альмерії.
На території муніципалітету розташовані такі населені пункти: (дані про населення за 2010 рік)
- Енікс: 348 осіб
- Ель-Марчаль-де-Енікс: 85 осіб
- Ель-Пальмер: 36 осіб

## Демографія
Динаміка населення (INE ):